# 1st New York Engineer
Le 1st New York Volunteer Engineer Regiment est un régiment de génie qui a servi dans l'armée de l'Union pendant la guerre de Sécession. Il est aussi connu comme les Ingénieurs de Serrell, le corps des ingénieurs volontaires de New York ou les ingénieurs et artisans. Le régiment sert d'abord sur le théâtre du bas littoral, et plus tard lors de la campagne de Richmond–Petersburg.

## Organisation et entrée en service
En 1860, le corps des ingénieurs se compose de seulement 44 officiers et 100 soldats pour une armée de 15000 soldats. Après la formation de la Confédération et la bataille de Fort Sumter, le congrès autorise une augmentation massive du nombre de troupes d'ingénieurs spécialisés, le 3 août 1861, pour compléter l'armée de l'Union grossissante. Edward W. Serrell (en), un ingénieur en génie civil célèbre obtient l'autorisation de commencer à recruter un régiment du génie qui va devenir connu comme le 1st New York Volunteer Engineer Regiment, ou régiment de Serrell.
Le régiment est accepté par l'État le 27 septembre 1861. Serrell est nommé lieutenant-colonel des volontaires le 11 octobre 1861, et promu colonel en décembre de cette année. Le régiment est officiellement organisé dans la ville de New York, et entre en service pour trois ans le 11 octobre 1861.
Les volontaires sont recrutés par compagnie :
- Compagnie A : New York
- Compagnie B : New York
- Compagnie C : Athens, Hudson, Cooperstown, Newark, et Pennsylvanie
- Compagnie D :  New York
- Compagnie E : Kingston, PA, Newark, Sing Sing, Poughkeepsie, et comté d'Ulster
- Compagnie F : New York, Brooklyn, Rochester, Canandaigua, et Newark
- Compagnie G : New York, Canandaigua, et comté d'Otsego
- Compagnie H : New York
- Compagnie I : New York, Newburgh, Schuyler Falls, Mooers, Goshen, Saranac, Piermont, Plattsburgh, Centerville, et Ellenburgh
- Compagnie K : New Jersey à Newton, Dover, Paterson, Morristown, Stanhope, et Rockaway
- Compagnie L : New York[4]
- Compagnie M : New York, Brooklyn, Tompkinsville (en), Kingston, et Tarrytown

Lors de la formation, on promet aux ingénieurs volontaires une solde d'un tiers supérieure à celle de la ligne. Après l'entrée en service de l'unité, le commissaire général refuse de reconnaître le statut du régiment nouvellement formé, et les payent au même taux que l'infanterie. À la suite de l'échec des protestations auprès du département de la guerre pour rectifier la situation, les hommes refusent de recevoir leur rémunération réduite. Enfin, après avoir refusé pendant huit mois d'accepter la solde réduite, l'ordre arrive finalement pour augmenter la solde des soldats au montant convenu.

## Département du Sud

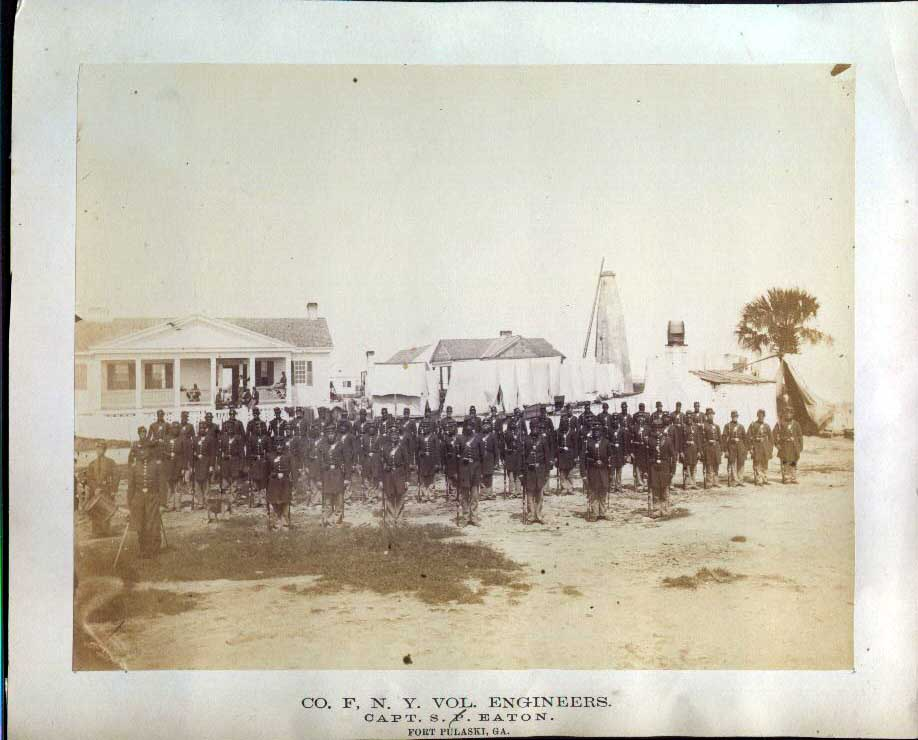
La compagnie F, après la capture du fort Pulaski en 1862

Le 1st New York est déployée à Port Royal Sound (en) et est formé comme le 10th Corps d'armée des Engineers dans le département du Sud. Le régiment se distingue lors la bataille de fort Pulaski, en aidant à capturer le fort après 30 heures de bombardement, construisant des batteries pour le nouveau canon rayé James (en). Le 1st New York reçoit l'honneur d'avoir son drapeau régimentaire choisit comme le premier drapeau à flotter au-dessus du fort Pulaski après sa capture. Le régiment est employé tout au long de la côte est, de la Caroline du Sud à la Floride.
Pendant qu'il sert dans le Xe corps, le régiment participe à la capture de plusieurs forts clés dans le port de Charleston. Après l'échec de l'assaut d'infanterie contre le fort Wagner qui comprend la célèbre charge du 54th Massachusetts Infantry, racontée dans l'apogée du film Glory, le 1st New York Engineers est chargé de réaliser un siège (en) traditionnel contre le fort. Après 60 jours de bombardements, les défenseurs abandonnent le fort le 7 septembre 1863.
Utilisant Morris Island comme une zone de transit, le Xe corps peut se concentrer sur la reprise du fort Sumter, le site de la première action militaire de la guerre de Sécession. Au cours de la seconde bataille de Fort Sumter, le 1st New York Engineers crée des tours de guet et construit des batteries dans une tentative pour venir à bout du fort par capitulation. Cependant, en dépit d'un bombardement quasi constant, ainsi que l'échec d'un assaut amphibie, les forces de l'Union sont incapables d'occuper le fort jusqu'à son abandon par les forces confédérées le 17 février 1865.

## Batterie du marais et l'ange du marais

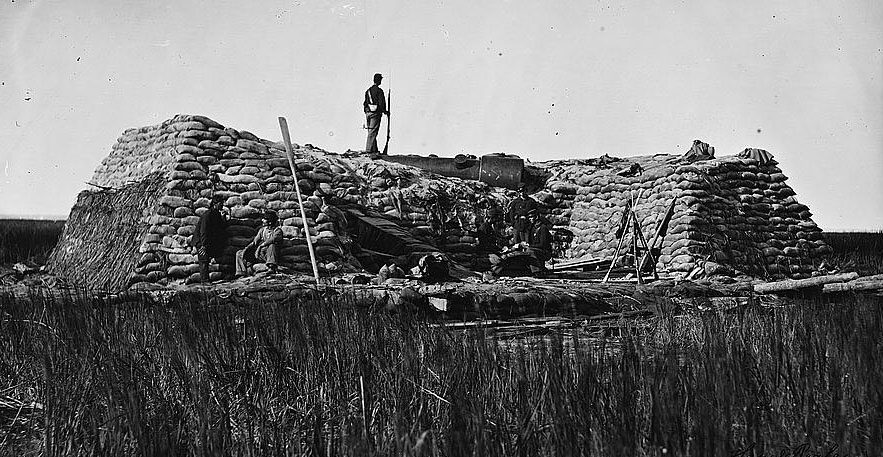
La célèbre batterie du marais, mettant en vedette l'ange du marais, après son dysfonctionnement et son explosion le 22 août 1863

Incapable de reprendre le fort Sumter, le Xe corps sous les ordres du général Quincy Adams Gillmore tourne son attention vers la ville proche de Charleston. Gillmore veut bombarder Charleston à l'aide de feu grégeois pour la forcer à la capitulation sans capturer les forts du port, de sorte qu'il ordonne Serrell d'explorer les possibilités de construire une batterie dans le marais entre James Island et Morris Island.
Selon la légende, Serrell donne travail à un jeune ingénieur qui déclare que le projet ne peut pas être fait. Serrell dit à l'ingénieur sceptique que rien n'est impossible, et de réquisitionner tous les matériaux nécessaires. Un peu plus tard, Serrell reçoit une demande pour une vingtaine d'hommes de dix-huit pieds (5,4 mètres) de haut. Dans le même temps, il y a une demande au chirurgien du département de coller trois hommes de six pieds pour faire les dix-huit pieds nécessaires. La demande n'a pas amusé Serrell, et il remplace rapidement le jeune officier.
Serrell assume la responsabilité personnelle et mène une série d'expériences pour établir la capacité du sol à supporter le poids. Il croit que le sol peut être suffisamment stabilisé pour recevoir le poids d'une pièce de siège. Un plan est présenté à Gilmore pour la construction d'une batterie, le 2 août 1863. Il est accepté immédiatement, et plusieurs jours sont passés à mettre en place les activités de soutien pour l'approvisionnement en bois et des autres matériaux. La construction commence le 10 août.
Les ingénieurs construisent un cadre rectangulaire de planches qui est tiré par un vérin activé par un levier. La première mesure pour renforcer le sol est « une épaisse strate d'herbe ». Elle est recouverte par deux couches de bâche suivi par « 15 pouces de sable bien tassé ». Une plate-forme composée de trois couches de 3 pouces planches de pin couronne la position.
La « batterie du marais » est achevée le 17 août 1863, et se tient prête pour son armement. L'« ange du marais », un canon Parrott de 8 pouces et 200 livres est placé dans la batterie, et le 11th Maine Infantry (en) arme le canon, tirant des obus incendiaires sur la ville de Charleston les 22 et 23 août 1863. Après le tir de 35 obus sur Charleston, l'ange du marais explose, et la batterie est abandonnée. Comme Sumter avant, Charleston tient sous les bombardements, et ne capitule pas avant le 18 février 1865.
La pièce d'artillerie a également inspiré un poème d'Herman Melville, et est connu comme l'une des pièces d'artillerie les plus célèbres de la guerre de Sécession.

## Armée de la James

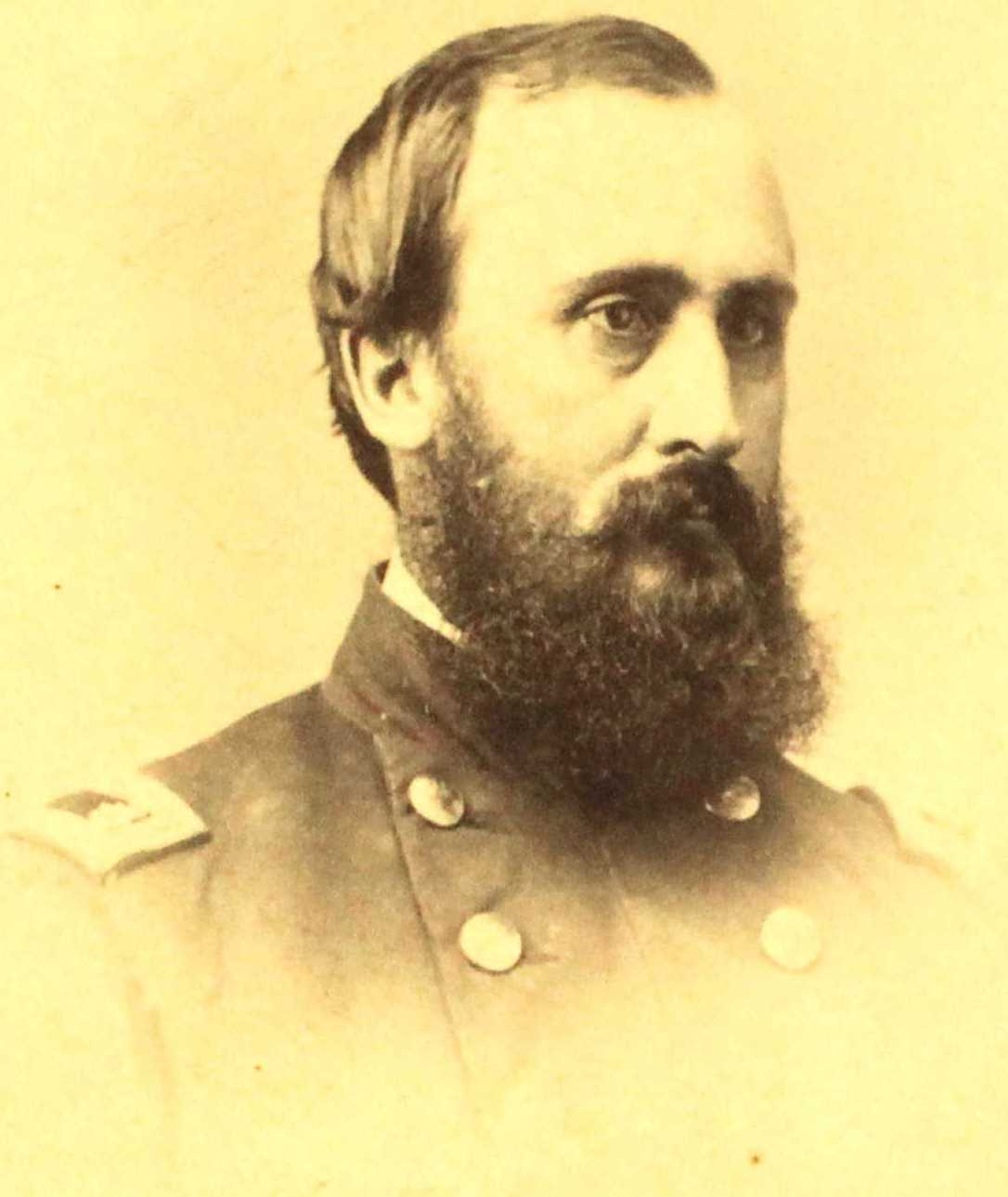
Le Colonel James F. Hall, le deuxième commandant du régiment

Au printemps 1864, les compagnies B, C, E, F, H, K, L et M sont envoyées rejoindre l'armée de la James de Benjamin Butler, et Serrell est de nouveau nommé ingénieur en chef du corps. Elles participent à la campagne de Bermuda Hundred, construisant l'ensemble de la ligne de Bermuda Hundred, posent des kilomètres de routes de rondins, déblaient le canal de Dutch Gap (en), et construisent la des butées et des routes qui reliaient le pont flottant assemblé par les ingénieurs de l'armée du Potomac à City Point, en Virginie (en).
Au cours de la campagne de Richmond–Petersburg, la ligne confédérée est rompue au fort Harrison, et le 1st New York Engineer met en place la nouvelle ligne du fort Brady  nouvellement construit au fort Harrison et à Deep Bottom.
Après la chute de Petersburg, le 1st New York Engineer est formé en une brigade d'ingénieurs, avec le 15th New York Engineer et le 50th New York Engineer. Le colonel Serrell est libéré honorablement du service le 15 février 1865, et le colonel James F. Hall prend le commandement du régiment jusqu'à la fin de la guerre.
Le régiment est libéré du service le 30 juin 1865.

## Pertes
Le régiment perd 2 officiers, et 25 soldats tués ou blessés mortellement au combat. 5 officiers et 116 soldats sont morts de maladie, pour un total de 148 victimes.

## Commandants
- Colonel Edward W. Serrell
- Colonel James F. Hall

## Soldats notables
- Lieutenant Frederick Clarke Withers (en)